# Lygus atritibialis
Lygus atritibialis är en insektsart som beskrevs av Knight 1941. Lygus atritibialis ingår i släktet Lygus och familjen ängsskinnbaggar. Inga underarter finns listade i Catalogue of Life.